# ماریا موتولا
ماریا موتولا (انگلیسی: Maria Mutola؛ زادهٔ ۲۷ اکتبر ۱۹۷۲) یک ورزشکار بازنشسته دو و میدانی اهل موزامبیک است که تخصصش دو ۸۰۰ متر‌است. وی به همراه سه زن دیگر تنها زنانی هستند که در شش المپیک شرکت کرده‌اند.
اگرچه موتولا هرگز در مسابقات مورد علاقه‌اش رکورد جهانی را نشکست، اما به دلیل نتایج خوبش در مسابقات قهرمانی بزرگ و طول عمر استثنایی‌اش که باعث رقابت او شد، از نظر بسیاری از طرفداران و خودی‌ها به عنوان یکی از بهترین دونده‌های زن ۸۰۰ متر در تمام دوران شناخته می‌شود. در بالاترین سطح به مدت دو دهه قبل از بازنشستگی از دو و میدانی در سال ۲۰۰۸ در سن ۳۵ سالگی. او همچنین تنها ورزشکاری است که تاکنون عناوین المپیک، جهان، داخل سالن جهان، بازی‌های مشترک المنافع، بازی‌های قاره ای و مسابقات قهرمانی قاره ای را در یک مسابقه کسب کرده است. او همچنین مربی و مربی اصلی کستر سمنیا است.